# 에마우사우루스
에마우사우루스(Emausaurus)는 쥐라기 전기에 서식했던 장순아목 종의 장갑 공룡이다. 이 공룡의 화석은 독일에서 발견되었다.